# Верхний Пинькай
Верхний Пинькай — деревня в Кезском районе Удмуртской республики.

## География
Находится в северо-восточной части Удмуртии на расстоянии приблизительно 13 км на юго-запад по прямой от районного центра поселка Кез.

## История
Известна с 1873 года как починок Пинькаевский с 11 дворами. В 1905 году здесь (уже Верхне-Пинькаевский или Новый Пинькай) учтено 13 дворов, в 1924 (уже деревня Пинькай Верхний или Пинькай Старый) — 15. До 2021 года входила в состав Поломского сельского поселения.

## Население
Постоянное население составляло 106 человек (1873), 112 (1905), 111 (1924, все удмурты), 61 человека в 2002 году (удмурты 98 %), 35 в 2012.